# マルテ・グルナート
マルテ・グルナート（Malte Grunert, 1967年 - ）は、ドイツの映画プロデューサーである。映画『西部戦線異状なし』のプロデューサーとして英国アカデミー賞作品賞を受賞し、またアカデミー賞作品賞にもノミネートされた。

## 主なフィルモグラフィ
- パーフェクト・センス Perfect Sense (2011) 製作
- 誰よりも狙われた男 A Most Wanted Man (2014) 製作
- ヒトラーの忘れもの Under sandet (2015) 製作
- リメインダー 失われし記憶の破片 Remainder (2015) 製作
- モーガン夫人の秘密 The Aftermath (2019) 製作
- 西部戦線異状なし All Quiet on the Western Front (2022) 製作

## 受賞とノミネート
| 賞               | 年   | 部門         | 作品名           | 結果   |
| ---------------- | ---- | ------------ | ---------------- | ------ |
| アカデミー賞     | 2022 | 作品賞       | 西部戦線異状なし | 未決定 |
| 英国アカデミー賞 | 2022 | 作品賞       | 西部戦線異状なし | 受賞   |
| 英国アカデミー賞 | 2022 | 非英語作品賞 | 西部戦線異状なし | 受賞   |